# Andrea de Cesaris

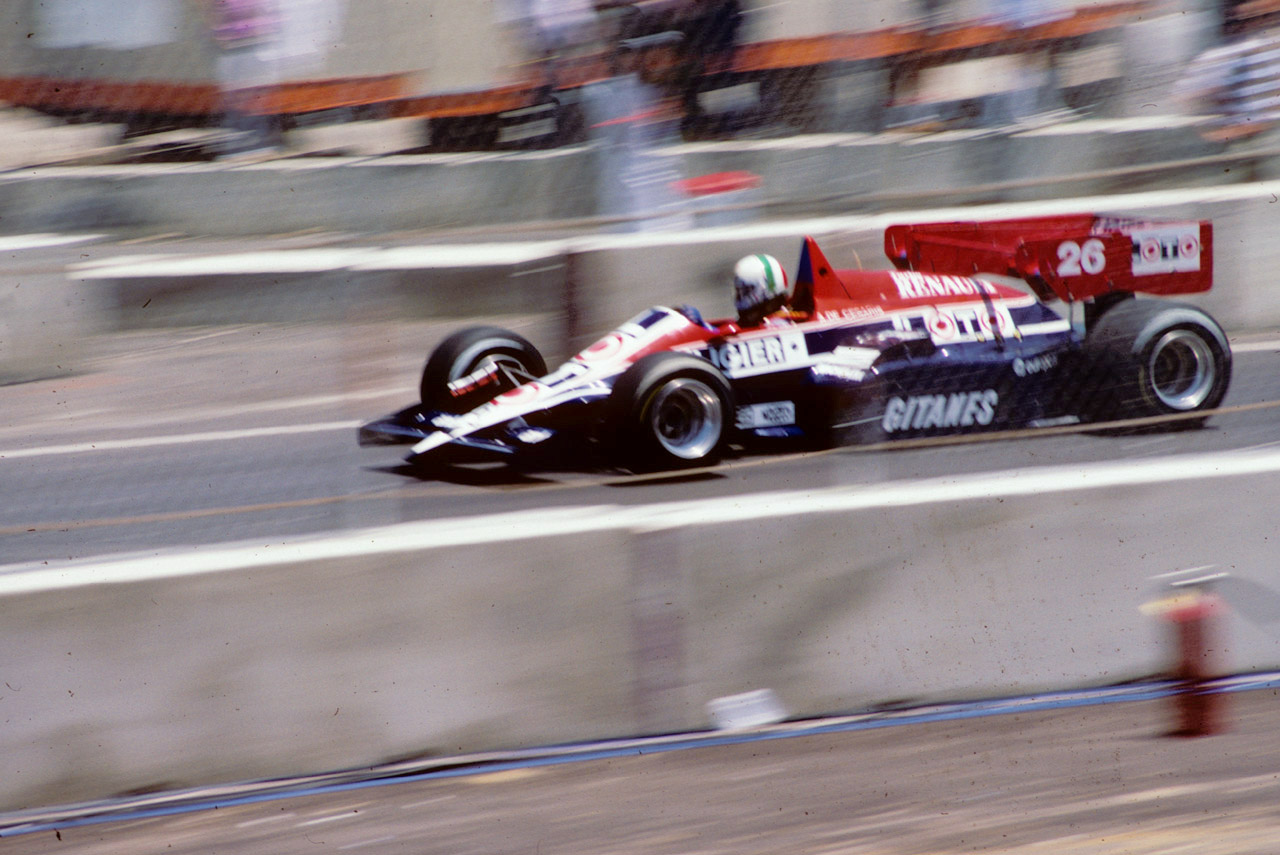
Andrea de Cesaris amb un Ligier al Gran Premi dels Estats Units del 1984.

 Andrea de Cesaris  va ser un pilot de curses automobilístiques italià que va arribar a disputar curses de Fórmula 1.
Va néixer el 31 de maig del 1959 a Roma, Itàlia.

## A la F1
Andrea de Cesaris va debutar a la tretzena cursa de la temporada 1980 (la 31a temporada de la història) del campionat del món de la Fórmula 1, disputant el 28 de setembre del 1980 el GP del Canadà al circuit de Gilles Villeneuve a Mont-real.
Va participar en un total de dues-centes catorze curses puntuables pel campionat de la F1, disputades en quinze temporades consecutives (1980 - 1994), aconseguint cinc podis, amb una segona posició (en dues ocasions) com millor classificació en una cursa i assolí cinquanta-nou punts pel campionat del món de pilots.

## Resultats a la Fórmula 1
| Any  | Equip                          | Xassís      | Motor          | 1         | 2         | 3         | 4       | 5         | 6        | 7         | 8         | 9       | 10      | 11      | 12      | 13      | 14      | 15      | 16      | Posició | Punts |
| ---- | ------------------------------ | ----------- | -------------- | --------- | --------- | --------- | ------- | --------- | -------- | --------- | --------- | ------- | ------- | ------- | ------- | ------- | ------- | ------- | ------- | ------- | ----- |
| 1980 | Marlboro Team Alfa Romeo       | Alfa Romeo  | Alfa Romeo     | ARG       | BRA       | SUD       | O.USA   | BEL       | MON      | FRA       | GBR       | ALE     | AUT     | HOL     | ITA     | CAN Ret | USA Ret |         |         | -       | 0     |
| 1981 | Marlboro McLaren International | McLaren     | Ford           | O.USA Ret | BRA Ret   | ARG 11    | SMR 6   | BEL Ret   | MON Ret  | ESP Ret   | FRA 11    | GBR Ret | ALE Ret | AUT 8   | HOL NVS | ITA 7   | CAN Ret | LVG 12  |         | 18è     | 1     |
| 1982 | Marlboro Team Alfa Romeo       | Alfa Romeo  | Alfa Romeo     | SUD 13    | BRA Ret   | O.USA Ret | SMR Ret | BEL Ret   | MON 3    | E.USA Ret | CAN 6     | HOL Ret | GBR Ret | FRA Ret | ALE Ret | AUT Ret | SUI 10  | ITA 10  | LVG 9   | 17è     | 5     |
| 1983 | Marlboro Team Alfa Romeo       | Alfa Romeo  | Alfa Romeo     | BRA EX    | O.USA Ret | FRA 12    | SMR Ret | MON Ret   | BEL Ret  | E.USA Ret | CAN Ret   | GBR 8   | ALE 2   | AUT Ret | HOL Ret | ITA Ret | EUR 4   | SUD 2   |         | 8è      | 15    |
| 1984 | Ligier Loto                    | Ligier      | Renault        | BRA Ret   | SUD 5     | BEL Ret   | SMR 6   | FRA 10    | MON Ret  | CAN Ret   | E.USA Ret | USA Ret | GBR 10  | ALE 7   | AUT Ret | HOL Ret | ITA Ret | EUR 7   | POR 12  | 18è     | 3     |
| 1985 | Equipe Ligier Gitanes          | Ligier      | Renault        | BRA Ret   | POR Ret   | SMR Ret   | MON 4   | CAN 14    | E.USA 10 | FRA Ret   | GBR Ret   | ALE Ret | AUT Ret | HOL Ret | ITA     | BEL     | EUR     | SUD     | AUS     | 17è     | 3     |
| 1986 | Minardi Team                   | Minardi     | Motori Moderni | BRA Ret   | ESP Ret   | SMR Ret   | MON NVQ | BEL Ret   | CAN Ret  | E.USA Ret | FRA Ret   | GBR Ret | ALE Ret | HUN Ret | AUT Ret | ITA Ret | POR Ret | MEX 8   | AUS Ret | -       | 0     |
| 1987 | Brabham Motor Racing           | Brabham     | BMW            | BRA Ret   | SMR Ret   | BEL 3     | MON Ret | E.USA Ret | FRA Ret  | GBR Ret   | ALE Ret   | HUN Ret | AUT Ret | ITA Ret | POR Ret | ESP Ret | MEX Ret | JPN Ret | AUS 8   | 14è     | 4     |
| 1988 | Rial Racing                    | Rial        | Ford DFZ       | BRA Ret   | SMR Ret   | MON Ret   | MEX Ret | CAN 9     | E.USA 4  | FRA 10    | GBR Ret   | ALE 13  | HUN Ret | BEL Ret | ITA Ret | POR Ret | ESP Ret | JPN Ret | AUS 8   | 15è     | 3     |
| 1989 | Scuderia Italia                | Dallara     | Cosworth       | BRA 13    | SMR 10    | MON 13    | MEX Ret | USA Ret   | CAN 3    | FRA NVQ   | GBR Ret   | ALE 7   | HUN Ret | BEL 11  | ITA Ret | POR Ret | ESP 7   | JPN 10  | AUS Ret | 16è     | 4     |
| 1990 | Scuderia Italia                | BMS Dallara | Cosworth       | USA Ret   | BRA Ret   | SMR Ret   | MON Ret | CAN Ret   | MEX 13   | FRA DSQ   | GBR Ret   | ALE NVQ | HUN Ret | BEL Ret | ITA 10  | POR Ret | ESP Ret | JPN Ret | AUS Ret | -       | 0     |
| 1991 | 7UP Jordan                     | Jordan      | Ford           | USA DNPQ  | BRA Ret   | SMR Ret   | MON Ret | CAN 4     | MEX 4    | FRA 6     | GBR Ret   | ALE 5   | HUN 7   | BEL 13  | ITA 7   | POR 8   | ESP Ret | JPN Ret | AUS 8   | 9è      | 9     |
| 1992 | Tyrrell                        | Tyrrell     | Ilmor          | SUD Ret   | MEX 5     | BRA Ret   | ESP Ret | SMR 14    | MON Ret  | CAN 5     | FRA Ret   | GBR Ret | ALE Ret | HUN 8   | BEL 8   | ITA 6   | POR 9   | JPN 4   | AUS Ret | 9è      | 8     |
| 1993 | Tyrrell Racing Organisation    | Tyrrell     | Yamaha         | SUD Ret   | BRA Ret   | EUR Ret   | SMR Ret | ESP DSQ   | MON 10   | CAN Ret   | FRA 15    | GBR NC  | ALE Ret | HUN 11  | BEL Ret | ITA Ret | POR 12  | JPN Ret | AUS 13  | -       | 0     |
| 1994 | Sasol Jordan                   | Jordan      | Hart           | BRA       | PAC       | SMR Ret   | MON 4   | ESP       | CAN Ret  | FRA 6     | GBR Ret   | ALE Ret | HUN Ret | BEL Ret | ITA Ret | POR Ret | EUR Ret | JPN     | AUS     | 19è     | 4     |

### Resum
| Curses:   | Victòries: | Pòdiums: | Poles: | Voltes ràpides: | Punts: |
| --------- | ---------- | -------- | ------ | --------------- | ------ |
| 214 (208) | 0          | 5        | 1      | 1               | 59     |